# Kamienica Cieszkowskiego 7 w Bydgoszczy
Kamienica Cieszkowskiego 7 w Bydgoszczy – zabytkowa kamienica w Bydgoszczy.

## Położenie
Budynek znajduje się w południowej pierzei ul. Cieszkowskiego, na jej środkowym odcinku.

## Historia
Kamienica powstała w latach 1900–1902, według projektu architekta Karla Bergnera, na zlecenie przedsiębiorcy budowlanego Franza Muhme. Kolejnymi właścicielami budynku byli Polacy: od 1904 r. Jaroszewski, od 1920 r. agronom Strzatkowski, a od 1926 roku Wanda Ujejska. Po 1945 r. budynek pozostał w rękach prywatnych. 

## Architektura
Czterokondygnacyjny budynek z mansardowym poddaszem założony jest na planie w kształcie litery „L”. Elewacja frontowa jest symetryczna, pięcioosiowa, urozmaicona ryzalitem zwieńczonym tarasem.
Budynek prezentuje styl eklektyczny z dekoracją o przewadze elementów secesyjnych. Portal ozdobiony jest pełnoplastyczną głową kobiety, a ponad nim umieszczono owalny otwór nadświetla z palmetą.

## Galeria

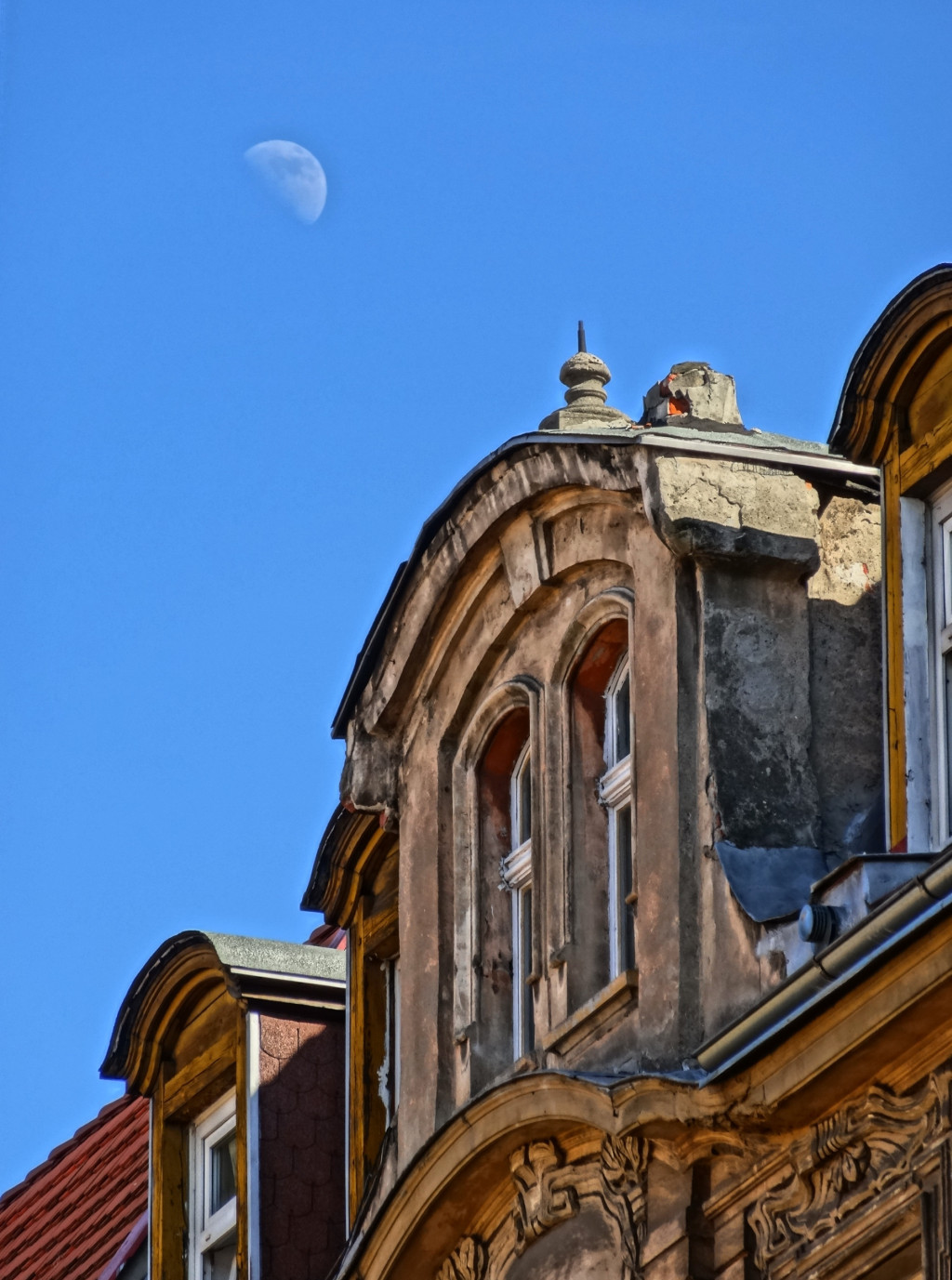
Facjata
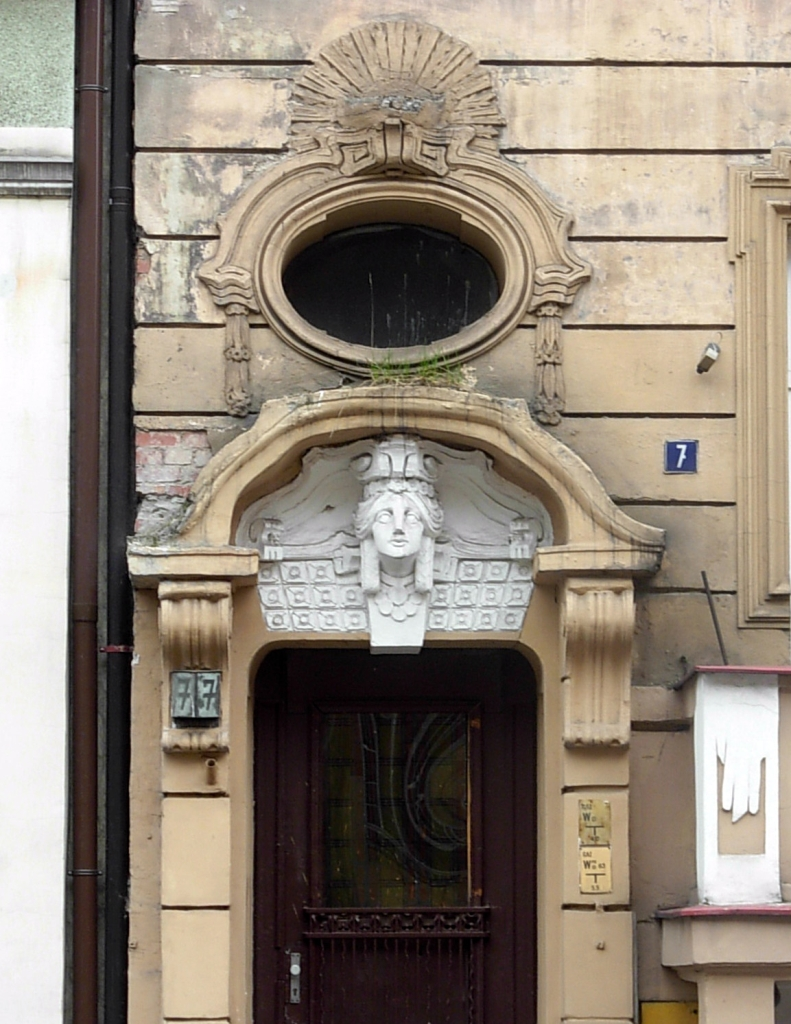
Portal z głową kobiety i palmetą